# Johann Nicolaus Haage
Johann Nicolaus Haage (* 1766 - † 1814 ) fue un jardinero alemán en Erfurt. Uno de sus hijos fue Friedrich Adolph Haage, el fundador de la firma Friedrich Adolph Haage, Erfurt.

## Vida y obra
Johann Nicolaus Haage fue uno de los hijos de Johann Heinrich Haage (1737-1800), dueño de la jardinería Dreienbrunnen-Gärtnerei, y su esposa Regina Magdalena Engelhardt. En 1793 adquirió la ciudadanía de la ciudad de Erfurt . Desde 1797 compró campos y se dedicó al mejoramiento de las plantas y al crecimiento de las semilla .
Haage se casó dos veces y tuvo diez hijos. En su primer matrimonio fue con Catharina Barbara Nehrlich (1775-1808), hija del Postpackmeisters Carl Friedemann Nehrlich y tía del pintor paisajista Friedrich Nerly.
- La abreviatura «J.N.Haage» se emplea para indicar a Johann Nicolaus Haage como autoridad en la descripción y clasificación científica de los vegetales.[1]